# 33661 Sophiaswartz
33661 Sophiaswartz è un asteroide della fascia principale. Scoperto nel 1999, presenta un'orbita caratterizzata da un semiasse maggiore pari a 2,3090780 UA e da un'eccentricità di 0,0572773, inclinata di 7,56528° rispetto all'eclittica.